# Bartolomé Casanueva Ramírez
Bartolomé Casanueva Ramírez, conegut com a Bartolo (1898 - 1948) va ser botxí de l'Audiència Provincial de Sevilla des de 1940 fins a la seva mort en estranyes circumstàncies. En finalitzar la guerra civil, el botxí titular de Sevilla, Cándido Cartón, fou traslladat a Madrid, i fou substituït per Bartolo. Després de la seva mort, fou substituït per Bernardo Sánchez Bascuñana.
Mentre resideix a Setenil, rep una punyalada a l'abdomen que el fa ingressar a l'hospital el 1946. El 1948 és apunyalat novament per un grup d'anarquistes i és mort, unint-se així a altres botxins assassinats en represàlia per execucions com Federico Muñoz Contreras o Rogelio Pérez Vicario.